# Ed Czerkiewicz
Adolph "Ed" Chester Czerkiewicz (v některých zdrojích uváděn jako Czerchiewicz; 5. března 1913 – 7. ledna 1990) byl americký fotbalový obránce, který strávil osm sezón v americké fotbalové lize a byl členem národního týmu Spojených států na Mistrovství světa ve fotbale 1934.

## Klubová kariéra
V roce 1933 začal Czerkiewicz svou klubovou kariéru v týmu Pawtucket Rangers v American Soccer League (ASL). Rangers prohráli finále National Challenge Cupu v roce 1934 se Stix, Baer and Fuller FC a znovu v roce 1935 se St. Louis Central Breweries FC. Po prohře v roce 1935 se Czerkiewicz přesunul do New York Americans, po jedné sezóně pak do Brooklyn St. Mary's Celtic, kde opět prohrál finále Challenge Cupu. V roce 1939 Czerkiewicz konečně získal National Challenge Cup, když St. Mary's Celtic porazil Chicago Manhattan Beer. Czerkiewicz byl během druhé světové války povolán do americké armády. V roce 1942 Czerkiewicz prohrál své čtvrté finále Challenge Cupu, tentokrát s Pittsburgh Gallatin a v dresu Pawtucket FC.

## Reprezentační kariéra
Czerkiewicz v roce 1934 dvakrát nastoupil za americký národní tým. Jeho prvním zápasem bylo vítězství 4:2 v kvalifikaci na Mistrovství světa ve fotbale 1934 nad Mexikem 24. května 1934. Toto vítězství posunulo USA na Mistrovství světa ve fotbale 1934. V zápase Czerkiewicz asistoval u gólu Alda Donelliho. Czerkiewicz pak hrál při prohře USA 7:1 s Itálií v prvním kole turnaje.

## Osobní život
Czerkiewiczovo křestní jméno bylo Adolph, ale hrál pod přezdívkou "Ed", díky čemuž jej některé zdroje uvádějí jako "Ed", "Eddie" nebo "Edward".
Czerkiewicz zemřel ve Warwicku na Rhode Islandu 7. ledna 1990 ve věku 76 let.